# Коксування

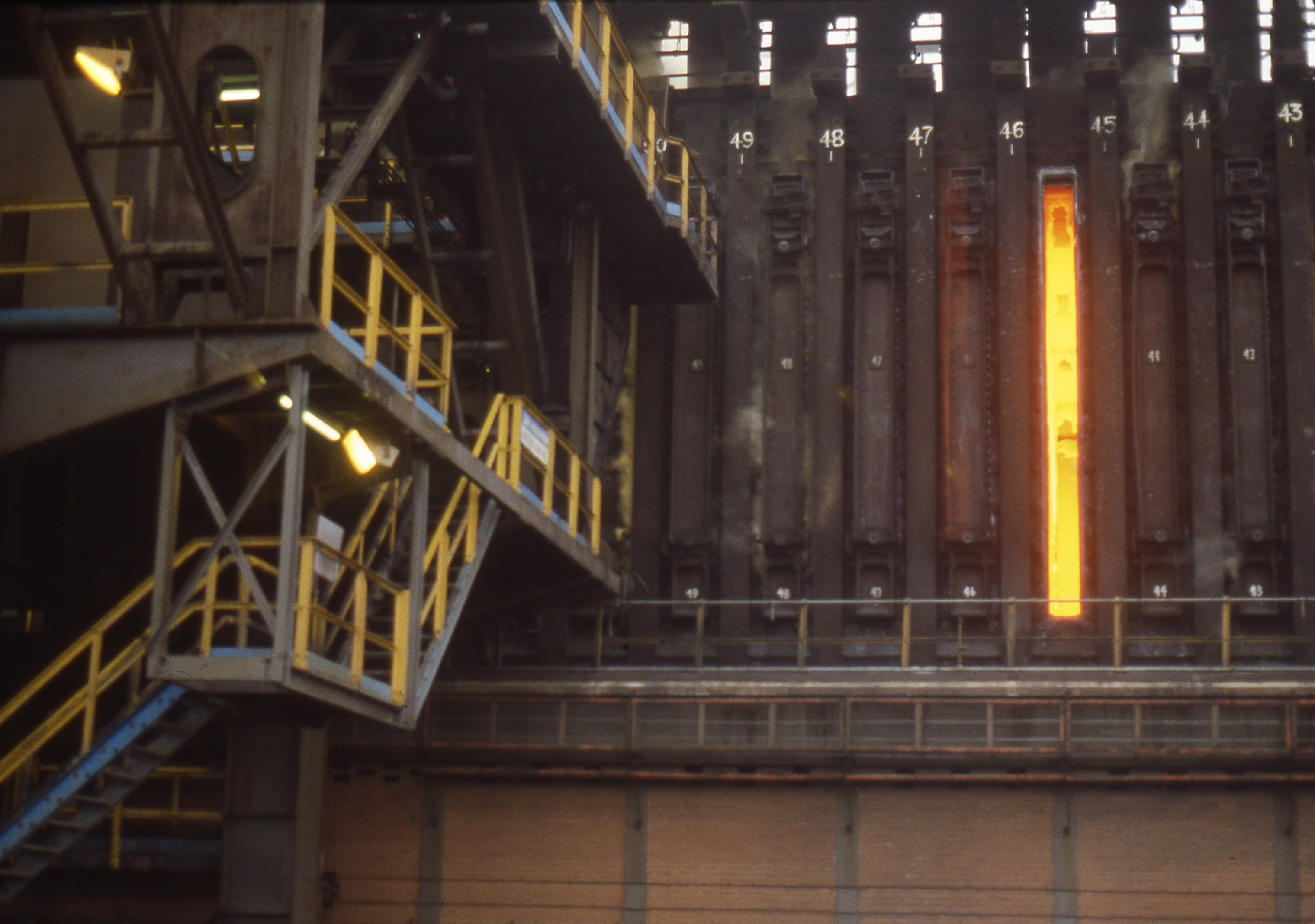
Коксові батареї, Південний Уельс

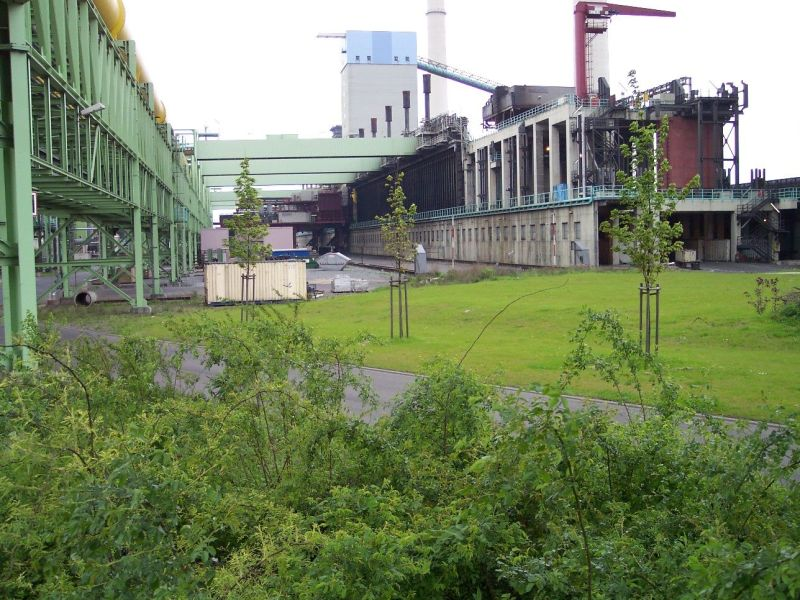
Коксові батареї, Дуйсбург

Коксування (рос. коксование, англ. coking process, нім. Verkoken n, Verkokung f, Koken n, Verkokungsvorgang m) — переробка природного палива нагріванням до температури 900–1050 °С без доступу повітря для одержання коксу, коксового газу та деяких побічних продуктів.

## Процес коксування
Процес коксування складається з трьох стадій: підготовки сировини, власне коксування і переробки коксового газу.
Сировиною для коксування служить суміш кам'яного вугілля, що здатна при нагріванні спікатись (тобто розм'якшуватись і злипатись в спільну масу). Таку здатність має коксівне вугілля марок К, ПС, Ж, Г.
Коксування кам'яного вугілля проводять у коксових печах, коксування важких продуктів переробки нафти — в металевих кубах або спеціальних печах. В результаті коксування паливо розкладається з утворенням летких продуктів і твердого залишку — коксу. Основним цільовим продуктом цього процесу є кокс, який використовується головним чином як відновник і паливо у металургійній промисловості.
Коксові батареї складаються з десятків вузьких камер, розташованих паралельно. Процес коксування починається із завантаження камер вугільною шихтою. Коксування звичайно здійснюється з зовнішнім підводом тепла. Під дією тепла вугілля прогрівається, сушиться і при температурі 350–450 оС розм'якшується і перетворюється в напіврідку пластичну масу, одночасно починається виділення летких речовин. При температурі 500–550 °С відбувається інтенсивне виділення смоли і продовжується виділення летких речовин. В результаті розм'якшення і виділення газів вугілля спучується і набирає пористої будови. Поступово в'язка маса густіє, твердіє (спікається) і утворює «коксовий пиріг», який до кінця процесу зменшується в об'ємі і розтріскується на окремі грудки. По мірі збільшення температури коксування зростає об'єм прямого коксового газу, що може бути використаний як газоподібне паливо (його теплота згоряння — 21–23 МДж/м³). При підвищенні кінцевої температури коксування до 1000–1150 °С зростає вихід смоли і сирого бензолу.
В результаті коксування одержують 75–80 % коксу, 10–15% коксового газу, 1 % бензолу, 3 % смол.
Процес коксування триває 13–14 годин, по закінченні його кокс (з теплотою згоряння 29–31 МДж/кг) виштовхують з камери в гасильний вагон і заливають водою (гасять).

## Продукти коксування
В результаті коксування одержують 75–80 % коксу, 10–15 % коксового газу, 1 % бензолу, 3 % смол.

## Кокс— головний продукт коксування
Головним споживачем крупних класів коксу є чорна металургія. Крупний кокс (клас +25 мм) використовують також в кольоровій металургії при виплавці міді, свинцю, нікелю, в хімічній промисловості як відновник для отримання сульфіду натрію, цинкових білил, вуглекислого газу, сухого льоду, для випалювання вапняку, як висококалорійне бездимне паливо для комунально-побутових і промислових цілей і ін. Кокс середньої крупності (5-25 мм) застосовується в електротермічному виробництві для одержання феросплавів, карбіду кальцію, цинку, жовтого фосфору і ін., дрібний кокс (-5 мм) використовується як паливо.
Кокс використовується як відновник і паливо в металургійній промисловості, а леткі речовини служать сировиною для виробництва різних хімічних продуктів. Найважливіші властивості коксу — гранулометричний склад і механічна міцність.
Таблиця — Кількість елементів, що містяться в твердому залишку при 500 °С (% до початкового вугілля)
| Вид ТГК                | С     | Н     | N     | О     |
| Сапропеліти            | 54-61 | 21-27 | 17-32 | 17-32 |
| Буре вугілля           | 78-83 | 36-39 | -     | 14-43 |
| Молоде кам'яне вугілля | 75-82 | 35-60 | 68-85 | 10-52 |

Таблиця  — Розподіл елементів (% від змісту їх в шихті) при ВТК
| Продукти коксування | С    | Н    | N    | O    |
| Кокс                | 84,2 | 6,6  | 13,8 | 5,9  |
| Смола               | 3,8  | 11,8 | 6,4  | 0,9  |
| «Сирий бензол»      | 1,4  | 1,8  | -    | -    |
| Пірогенетична вода  | -    | 12,5 | -    | 59,2 |
| Коксовий газ        | 10,6 | 66,3 | 72,0 | 34,0 |
| Аміак               | -    | 1,0  | 10,8 | -    |

Таблиця  — Вихід фракцій кам'яновугільної смоли (%)
| Найменування фракцій    | Температурні границі, °С | Вихід фракції, % |
| Легке масло             | До 170–180               | 0,5-1,0          |
| Середня фракція         | 170-230                  | 10,0-12,0        |
| Важка фракція           | 230-270                  | 5,0-8,0          |
| 1-а антраценова фракція | 270-300                  | 3,0-5,0          |
| 2-а антраценова фракція | 300-360                  | 16,0-20,0        |
| Пек кам'яновугільний    | Вище 360                 | 54,0-65,0        |

Таблиця  — Середній склад сухого зворотного газу
| Коксохімічні заводи | CO2+H2S | CO  | CmHn | O2  | H2   | CH4 і гомологи | N2   | , кг/м3 | QH, МДж/м³ |      |
| України             | А       | 2,0 | 7,6  | 2,3 | 1,0  | 61,2           | 21,7 | 4,2      | 0,472      | 19,1 |
| Б                   | 2,1     | 6,4 | 0,4  | 0,2 | 50,5 | 25,0           | 15,0 | 0,543    | 15,5       |      |
| Росії               | А       | 2,7 | 8,1  | 2,4 | 0,4  | 54,4           | 25,9 | 4,9      | 0,501      | 19,1 |
| Б                   | 3,8     | 4,8 | 3,8  | 0,7 | 60,2 | 23,1           | 3,6  | 0,454    | 17,6       |      |

Таблиця  — Склад коксового газу
| Компоненти            | Кількість, г/м³                 |         |
| Прямий газ            | Після другого рівня охолодження |         |
| Водяні пари           | 250-450                         | 25-30   |
| Пари смоли            | 80-150                          | 2-5     |
| Ароматичні вуглеводні | 30-40                           | 32-36   |
| Аміак                 | 8-13                            | 7-11    |
| Нафталін              | До 10                           | 2-3     |
| Сірководень           | 6-40                            | 16-26   |
| Піридинові основи     | 0,4-0,6                         | 0,4-0,6 |

Таблиця  Вимоги до хімічного складу коксу в Німеччині (% на суху масу)
| Показник, %              | Значення    |
| Зольність                | менше 9,0   |
| Вихід летких речовин     | менше 0,75  |
| Вміст сірки              | менше 0,70  |
| Вміст лугів (Na2O + K2O) | менше 0,20  |
| Вміст хлору              | менше 0,05  |
| Вміст фосфору            | менше 0,03  |
| Вміст цинку              | менше 0,003 |

'Таблиця . -' Вимоги до фізичних властивостей коксу
| CSR*(<10 мм), %                              | >65  |
| CRI**, %                                     | ≤23  |
| М40>40 мм,%                                  | >55  |
| М10>10 мм,%                                  | <15  |
| Гранулометричний склад***(%) за класами, мм: |      |
| понад 80 мм                                  | ≤10% |
| менше 40 мм                                  | ≤18% |
| понад 20 мм                                  | ≤3%  |

Таблиця  — Вимоги до якості коксу
| Показники якості коксу                                                         | Сучасні вимоги           | Фактична якість коксу | Перспективні вимоги (при витраті коксу <300 кг/т чавуну) |                      |
| $$DeleteCell$$                                                                 | Північно- американського | Імпортованого         |                                                          |                      |
| Механічна міцність %: індекс стабільності (>25 мм) індекс твердості (> 6,4 мм) | 60 68                    | 59 69                 | 59-64 68                                                 | >61 >70              |
| Середня крупність, мм                                                          | 50                       | 50                    | 50                                                       | >50                  |
| Вміст класів,% >50 мм >25 мм >12,5 мм                                          | 46 94 2                  | 25-75 93 2            | 21-75 93 3                                               | >50 >96 0            |
| Вихід летких речовин %                                                         | 0,9                      | 0,75                  | 0,8                                                      | <1,0                 |
| Вміст % вологи золи сірки лугів                                                | 5,0 8,5 0,75 0,20        | 5,0 8,5 0,7 0,18      | 5,0 7,5-10,0 0,6-0,7 0,17                                | <5,0 <8,5 <0,75 <0,2 |
| CSR, % CRI, %                                                                  | 61 23                    | 61 25                 | 60-65 25-19                                              | >61 <22              |

| Індекс стабільності % | Зміни витрати коксу, кг/т чавуну |
| <55                   | 8,0                              |
| 55-62                 | 4,0                              |
| >62                   | 2,0                              |
| Вміст, %              |                                  |
| золи                  | 10,0                             |
| сірки*                | 5,0                              |
| вологи                | 2,5                              |
| Гаряча міцність CSR % |                                  |
| <58                   | 0,75                             |
| >58                   | 1,50                             |

- при зміні сірчистості коксу на 0,1 %